# Objectified
Objectified ist ein Dokumentarfilm über die Bedeutung von Alltagsgegenständen und die Menschen, die diese entworfen haben. Regie führte der Filmemacher Gary Hustwit, der durch seinen Film Helvetica bekannt wurde. Die Premiere fand am 14. März 2009 auf dem South By Southwest Festival in Austin, Texas (USA) statt.
Anhand von Interviews beleuchtet der Film den Schaffensprozess einiger der einflussreichsten Industriedesigner der Moderne, u. a. Chris Bangle, Ronan & Erwan Bouroullec, Tim Brown, Dan Formosa, Naoto Fukasawa, Jonathan Ive, David Kelley, Bill Moggridge, Fiona Raby, Karim Rashid und Dieter Rams.